# كارل آدم (لاعب كرة قدم)
كارل آدم (بالألمانية: Karl Adam)‏ (4 فبراير 1924 بكوبلنتس في ألمانيا - 9 يوليو 1999 بكوبلنتس في ألمانيا) هو لاعب كرة قدم ألماني في مركز حراسة المرمى. شارك مع منتخب ألمانيا لكرة القدم. أما مع النوادي، فقد لعب مع بايرن ميونخ ونادي كايزرسلاوترن ونادي كوبلنتس ونادي درسدن ‏.

## مسيرته الكروية
لعب كارل آدم خلال مسيرته الاحترافية مع 3 أندية في خمسة عشر موسمًا ولم يسجل خلالها أي هدف ضمن 34 مباراة. حيث فاز في موسم واحد بالكأس ولم يفز بأي دوري.
خاض كارل آدم مسيرته مع نادي كوبلنتس في موسم 1941–42 في المرة الأولى ليلعب معه سبعة مواسم ثم في موسم 1957–58 لمدة موسم واحد، لم يشارك في أي مباراة ولم يسجل أي هدف. ثم انتقل إلى نادي كايزرسلاوترن في موسم 1950–51 ليلعب معه خمسة مواسم، حيث لم يشارك في أي مباراة ولم يسجل أي هدف أيضًا. لينتقل بعدها إلى نادي بايرن ميونخ في موسم 1955–56 ولمدة موسمين، مشاركًا في 34 مباراة ولم يسجل أي هدف أيضًا.

## وصلات خارجية
- كارل آدم على موقع قاعدة بيانات كرة القدم.إي يو (الإنجليزية)
- كارل آدم على موقع ناشيونال فوتبول تيمز (الإنجليزية)
- كارل آدم على موقع عالم كرة القدم.نت (الإنجليزية)